# 陳文茸
陳文茸（1933年—2020年10月10日），又名皮埃爾（Pierre），越南足球運動員，司職後衛，為前南越國家足球隊隊員。
1933年，陳文茸出生於法屬印度支那旭門縣。
青年時期已加入西貢足球會（Cercle Sportif Saïgonnais）成為足球員，後轉到青年體育會（Association de la Jeunesse sportive）。
曾於1956年及1960年隨南越國家足球隊出戰第一屆亞洲盃足球賽及第二屆亞洲盃足球賽，另外還參加了1958年亞洲運動會足球比賽及1962年亞洲運動會足球比賽。此外，於1959年舉辦的第一屆東南亞半島運動會足球比賽中贏得金牌。
1964年退出南越國家足球隊。
1974年退役。
2020年10月10日在越南胡志明市去世。